# São Pedro de Penaferrim
São Pedro de Penaferrim (llamada oficialmente Sintra (São Pedro de Penaferrim)) era una freguesia portuguesa del municipio de Sintra, distrito de Lisboa.

## Historia
Fue suprimida el 28 de enero de 2013, en aplicación de una resolución de la Asamblea de la República portuguesa promulgada el 16 de enero de 2013 al unirse con las freguesias de Santa Maria e São Miguel y São Martinho, formando la nueva freguesia de Sintra (Santa Maria e São Miguel, São Martinho e São Pedro de Penaferrim).

## Patrimonio
- Igreja da Penha Longa
- Palacio de Pena
- Casa do Cipreste
- Capela de São Lázaro
- Palácio y Quinta do Ramalhão
- Chalet da Condessa de Edla
- Sitio de Santa Eufémia da Serra
- Castelo dos Mouros y cisterna